# جون كيسي (صحفي)
جون كيسي (بالإنجليزية: John Casey)‏ هو صحفي أسترالي، ولد في 30 يونيو 1964 في بروكن هيل في أستراليا.